# Szeroki Ostrów
Szeroki Ostrów (niem. Spirdingswerder) – największa wyspa na jeziorze Śniardwy o powierzchni 70 ha. Położona jest w jego południowej części, jest połączona z lądem groblą, stąd niekiedy nazywana jest półwyspem.
Wyspa jest porośnięta starym drzewostanem mieszanym. Od północno-zachodniego brzegu wyspy roztacza się widok na jezioro Śniardwy. Niegdyś była na niej osada licząca 30 mieszkańców. Z osady pozostały fundamenty domostw i piwnice.
W 2009 wyspa została wystawiona na sprzedaż.